# Šumski rezervat Omar
Šumski rezervat Omar je upravljani prirodni rezervat u općini Skender Vakuf / Kneževo. Rezervat je osnovan 1964. godine na površini od 97 hektara. Odlikuje se stoljetnim stablima smreke. U sklopu rezervata nalaze se dva izvora: Ibrahimovac i Todorovac. Od 2005. godine rezervatom Omar upravlja općina Skender Vakuf / Kneževo.
Dio zaštićenog područja je uništen zbog izgradnje stambenih objekata.